# Maurice Gardett
Maurice Gardett, né Maurice Louis Gardette le 18 février 1922 à Clermont-Ferrand (Puy-de-Dôme), et mort le 25 juillet 1996  à Sainte-Foy-la-Grande (Gironde), est un acteur, animateur de radio et chanteur français.
Il fut un des premiers animateurs du Jeu des 1 000 francs sur Paris Inter.
Il a été animateur de radio sur Europe 1 lors de sa création, puis sur Radio Monte-Carlo.

## Biographie
Dans son livre paru en 1964, l'auteur raconte son itinéraire radio et sa vie. Radio Tanger, très écoutée au Maroc, en Algérie et jusqu'en Bretagne, est la radio de ses débuts. La notoriété de l'animateur est importante à Tanger et ailleurs. Il introduit, contre l'avis de M. Southworth le directeur, les informations à l'antenne et développe sous l'impulsion de Louis Merlin (Radio Luxembourg et Europe 1) le style meneur de jeux qui fera le succès d'Europe 1.
À la Telma (Télémaroc, base ensuite de la RTM) de Casablanca, il présente le programme, mais la chaîne réservée aux Européens a une audience très faible.
Il a commencé sa carrière radiophonique sur Radio Tanger International fondée par M. Southworth dans la ville du détroit. Il est animateur puis dirige le service en langue française de cette station multilingue (français, arabe et espagnol). Il assure pour cette radio le reportage du Tour du Maroc et introduit sur ce réseau privé très écouté (couverture Maroc, Algérie, Espagne, Gibraltar et sud de la France) des informations. Il intègre ensuite la Telma, chaîne télé commerciale de Casablanca. En 1956, c'est l'indépendance du Maroc et la Telma a vécu. Il quitte alors le Maroc.
Dans les années 1980, il a géré et animé le Seamen's Club à Pusan (Corée du Sud), avant d'ouvrir un restaurant français à Hong Kong, le Café de Paris, de 1988 à 1993.

## Filmographie
- 1956 : Club de femmes de Ralph Habib : Le voisin
- 1956 : Fernand cow-boy de Guy Lefranc Le cow-boy moustachu
- 1957 : Trois pin-up comme ça de Robert Bibal
- 1957 : Le Triporteur de Jack Pinoteau Le speaker du match de football
- 1958 : Trois jours à vivre de Gilles Grangier
- 1958 : Taxi, Roulotte et Corrida d'André Hunebelle Le speaker
- 1961 : La Belle Américaine de Robert Dhéry et Pierre Tchernia L'agent Grougnache
- 1961 : Les Livreurs de Jean Girault
- 1964 : Les Gorilles de Jean Girault

## Publication
- Maurice Gardett, Gardett Party, éditions de la Table ronde, 1964